# Jack Jones (giocatore di football americano)
Jackeson Zechariah Jones (Long Beach, 20 dicembre 1997) è un giocatore di football americano statunitense che milita nel ruolo di cornerback per i Miami Dolphins della National Football League (NFL). Al college ha giocato per USC e Arizona State.

## Carriera

### New England Patriots
Al college Jones giocò a football a USC (2016-2017), al Moorpark College (2018) e ad Arizona State. Fu scelto nel corso del quarto giro (121º assoluto) del Draft NFL 2022 dai New England Patriots. Il 9 giugno 2022 firmò il Suo contratto da rookie, un accordo quadriennale da 3,6 milioni di dollari comprensivo di un bonus alla firma di 746.000 dollari.
Disputò la prima gara come titolare nella settimana 4 contro i Green Bay Packers dove nel primo tempo fece registrare un fumble forzato, uno recuperato e un intercetto ritornato in touchdown su Aaron Rodgers nella sconfitta per 27-24 ai tempi supplementari. Nel turno successivo contro i Detroit Lions mise a segno il suo secondo intercetto ai danni di Jared Goff. Dopo le prime cinque partite, Jones era classificato dal sito Pro Football Focus come il miglior cornerback in marcatura singola. Infortunatosi ad un ginocchio nella gara del quattordicesimo turno contro gli Arizona Cardinals, Jones saltò le successive due gare per poi essere spostato, il 31 dicembre 2022, nella lista riserve/infortunati, concludendo anticipatamente la sua stagione da rookie chiusa con 30 tackle, 2 intercetti e 6 passaggi deviati in 13 presenze, di cui 2 come titolare.
All'inizio della stagione 2023 Jones fu indicato come cornerback titolare ma a causa di un infortunio al tendine del ginocchio, patito in allenamento prima della gara di settimana 1, il 9 settembre 2023 fu spostato in lista riserve/infortunati, saltando le prime sei gare in stagione e venendo poi riattivato il 21 ottobre successivo. La notte precedente la gara del nono turno contro i Washington Commanders Jones non rispettó l'orario di rientro in hotel e nella partita del giorno successivo partì dalla panchina e fu poco utilizzato, così come nella seguente gara contro gli Indianapolis Colts, in cui giocò solo 10 snap, minimo in carriera. Il giorno successivo, il 13 novembre 2023, fu svincolato.

### Las Vegas Raiders
Il 14 novembre 2023 Jones firmò per i Las Vegas Raiders dove ritrovò come capo-allenatore Antonio Pierce che era stato suo allenatore ai tempi della high school e del college.
Nel quindicesimo turno, nella gara contro i Los Angeles Chargers che vide i Raiders imporsi 63-21 stabilendo il record di franchigia per numero di punti segnati in una gara, all'inizio dell'ultimo quarto di gioco Jones segnò l'ultimo touchdown della squadra nero-argento della gara intercettando un passaggio del rookie Easton Stick e ritornandolo in meta per 16 yard. Jones si ripeté nel turno successivo, questa volta intercettando un passaggio di Patrick Mahomes e ritornandolo in meta per 33 yard nella vittoria 20-14 sui campioni in carica dei Kansas City Chiefs. Chiuse la stagione con 7 presenze per la squadra di Las Vegas, con 3 come titolare, 25 tackle, 2 passaggi deviati, 2 intercetti e 2 touchdown.
Nella gara del primo turno della stagione 2024, la sconfitta 10-22 subita contro i Los Angeles Chargers, Jones fu espulso dal campo nei minuti finali della partita per una rissa con i giocatori avversari.. Concluse l'annata giocando in tutte le 17 gare della stagione regolare, di cui 16 come titolare, mettendo a segno 69 tackle, di cui 52 in solitaria, 16 passaggi deviati e tre intercetti, di cui uno ritornato in touchdown.
Malgrado Jones giocò da titolare nel 2024, avendo per altro le sue migliori prestazioni in carriera, i Raiders sotto la nuova guida tecnica del capo-allenatore Pete Carroll prima provarono senza riuscirci a scambiarlo con qualche altra franchigia della lega per poi infine svincolarlo il 7 aprile 2025.

### Miami Dolphins
Il 26 luglio 2025 Jones firmò con i Miami Dolphins.

## Statistiche
| Stagione | Stagione | Stagione | Stagione | Intercetti | Intercetti | Intercetti | Difesa  | Difesa  | Difesa  | Difesa  | Difesa |
| Anno     | Squadra  | P        | PT       | Int.       | Yard       | TD         | T. tot. | T. sol. | T. ass. | P. Dev. | Fmb F. |
| -------- | -------- | -------- | -------- | ---------- | ---------- | ---------- | ------- | ------- | ------- | ------- | ------ |
| 2022     | NE       | 13       | 2        | 2          | 40         | 1          | 30      | 25      | 5       | 6       | 1      |
| 2023     | NE       | 4        | 0        | 0          | 0          | 0          | 12      | 8       | 4       | 1       | 0      |
| 2023     | LV       | 7        | 3        | 2          | 49         | 2          | 37      | 28      | 9       | 4       | 0      |
| 2024     | LV       | 17       | 16       | 3          | 53         | 1          | 69      | 52      | 17      | 16      | 0      |
| Totale   | Totale   | 41       | 21       | 7          | 142        | 4          | 136     | 105     | 31      | 27      | 1      |

Fonte: Football Database

## Vita privata

### Problemi legali

#### Effrazione nel 2018
L'8 giugno 2018 Jones fu arrestato a Santa Paula in California con l'accusa di effrazione in un ristorante cinese. Si dichiarò colpevole e fu condannato a 45 giorni di arresti domiciliari.

#### Porto d'armi in aeroporto nel 2023
Il 16 giugno 2023 Jones fu arrestato all'Aeroporto Logan di Boston dopo che i controlli evidenziarono due pistole cariche nel suo bagaglio a mano, con la polizia che lo accusò di vari reati tra cui possesso 
di armi e munizioni nascoste in un aeroporto. Nell'udienza preliminare del 20 giugno 2023 Jones, dichiaratosi non colpevole delle nove diverse accuse, fu liberato dietro il pagamento di una cauzione di 30.000 dollari in attesa della successiva udienza fissata per il 18 agosto 2023. Jones non fece nessuna dichiarazione pubblica ma il suo avvocato disse che lui "Non aveva intenzione di portare armi in un aeroporto quel giorno". I Patriots rilasciarono un comunicato in cui dichiaravano di essere a conoscenza dell'arresto ma senza fare commenti in merito. Il 5 settembre 2023 il procuratore della Contea di Suffolk fece cadere tutte le accuse nei confronti di Jones dopo che questi accettò un anno di libertà condizionata e di svolgere 48 ore di servizi alla comunità.